# Comitini
Comitini ist eine Gemeinde im Freien Gemeindekonsortium Agrigent in der Region Sizilien in Italien.

## Lage und Daten
Comitini liegt 16 km nördlich von Agrigent. Hier leben 836 Einwohner (Stand 31. Dezember 2023) auf einer Fläche von 21 km². Haupterwerb ist die Landwirtschaft, hier werden Oliven, Mandeln, Zitrusfrüchte und Wein angebaut. Es gibt weitere Arbeitsplätze in einer Anlage zur Steinsalzgewinnung.
Die Nachbargemeinden von Comitini sind Aragona, Favara und Grotte.

## Geschichte
Die Gemeinde wurde Ende des 15. Jahrhunderts von Gastone di Bellacera gegründet. 1627 kam der Ort zum Feudalbesitz der Familie Gravina. Im 19. Jahrhundert gewann die Gemeinde an Bedeutung durch die Schwefelbergwerke.

## Sehenswürdigkeiten
- Pfarrkirche aus dem 17. Jahrhundert
- Rathaus aus dem 18. Jahrhundert
- Bellacera-Palast aus dem Jahre 1631